# فرانسوا بتانکور می‌یر
فرانسوا بتانکور می‌یر (انگلیسی: Françoise Bettencourt Meyers؛ زادهٔ ۱۰ ژوئیهٔ ۱۹۵۳) سرمایه‌دار و نویسنده اهل فرانسه است، که هم‌اکنون (۲۰۲۱) با دارایی خالص ۹۰ میلیارد دلار، بعنوان ثروتمندترین زن جهان شناخته می‌شود. وی فرزند لیلیان بتانکور مالک پیشین شرکت لورئال می‌باشد، که در پی درگذشتش در سپتامبر ۲۰۱۷، وارث کلیه دارایی‌های لیلیان گردید. فرانسوا بتانکور می‌یر؛ نوهٔ اوژن شولر؛ بنیانگذار لورئال می‌باشد. هم‌اکنون شرکت فرانسوی لورئال بعنوان بزرگترین تولیدکننده محصولات آرایشی و بهداشتی جهان محسوب می‌شود.